# Doctrina de la caducitat
La doctrina de la caducitat (en anglès, "Doctrine of lapse") va ser una política d'annexió aplicada per la Companyia Britànica de les Índies Orientals a l'Índia fins al 1859. Segons la doctrina, qualsevol estat principat indi sota la sobirania de la Companyia Britànica de les Índies Orientals (la potència imperial dominant en el sistema subsidiari de l’Índia) tindria el seu estatus de príncep abolit (i per tant, annexionat a l'Índia britànica) si el governant fos "manifestament incompetent o morís sense hereu masculí". Aquest últim suplantava el dret establert des de temps enrere que permetia a un sobirà indi sense hereu de triar un successor. A més, els britànics van decidir si els governants potencials eren prou competents. Molts indis consideraven que la doctrina i les seves aplicacions eren il·legítimes.

Escut d'armes de la Companyia Britànica de les Índies Orientals

Aquesta política s'associa sovint a Lord Dalhousie, que va ser governador general de la Companyia de les Índies Orientals a l'Índia entre el 1848 i el 1856. No obstant això, va ser articulada pel Tribunal de Directors de la Companyia de les Índies Orientals ja el 1847 i diversos estats més petits ja havien estat annexionats sota aquesta doctrina abans que Dalhousie prengués el càrrec de governador general. Com que Dalhousie utilitzava aquesta política de manera més vigorosa i àmplia, generalment se li associa.

## Història
En el moment de la seva adopció, la Companyia Britànica de les Índies Orientals tenia jurisdicció administrativa imperial sobre àmplies regions del subcontinent. La companyia es va fer càrrec dels estats principats de Satara (1848), Jaitpur i Sambalpur (1849), Bhagat (1850), Udaipur (Chhattisgarh) (1852), Jhansi (1853), Nagpur (1854), Tore i Arcot (1855) sota els termes de la doctrina de la caducitat. Es creu que Oudh (1856) fou annexionat sota aquesta doctrina, si bé el pretext que usà lord Dalhousie fou el del desgovern. Afirmant que el governant no governava correctament, la Companyia va afegir uns quatre milions de lliures esterlines als seus ingressos anuals en virtut d'aquesta doctrina. Tot i així, l'estat d'Udaipur tindria la reintegració del domini local pels britànics el 1860.
Amb el poder creixent de la Companyia de les Índies Orientals, el descontent va esclatar a foc lent entre molts sectors de la societat índia i les forces armades en gran part indígenes; aquests es van reunir darrere de les dinasties deposades durant la rebel·lió índia de 1857, també coneguda com el Motí de Sepoy. Després de la rebel·lió, el 1858, el nou virrei britànic de l'Índia, el govern del qual va substituir el de la Companyia Britànica de les Índies Orientals, va renunciar a la doctrina.
L'estat principat de Kittur, governat per la reina Kittur Chennamma, va ser assumit per la Companyia de les Índies Orientals el 1824, que imposà la doctrina de la caducitat. Per tant, seria discutible si realment va ser ideat per Lord Dalhousie el 1848, tot i que possiblement ell ho va fer oficial documentant-ho. Les annexions de Dalhousie i la doctrina de la caducitat varen causar sospites i malestar entre la majoria de prínceps governants de l'Índia.

## Doctrina de la caducitat abans de Dalhousie
Dalhousie va aplicar vigorosament la doctrina de la caducitat per annexionar els estats pats indis, però aquesta política no va ser només cosa seva. El Tribunal de Directors de la Companyia de les Índies Orientals s'havia articulat a principis de 1834. Segons aquesta política, els reis que no tenien cap fill propi no podien cedir el seu regne a un fill adoptat ni a cap parent. Un cop morien es considerava "caducat" el seu govern i havien de cedir el seu regne a la Companyia de les Índies Orientals.

## Estats annexionats a través de la doctrina de la caducitat
| Estat     | Any d'annexió |
| --------- | ------------- |
| Angul     | 1848          |
| Arcot     | 1855          |
| Banda     | 1858          |
| Goler     | 1813          |
| Jaintia   | 1803          |
| Jaitpur   | 1849          |
| Jalaun    | 1840          |
| Jaswan    | 1849          |
| Jhansi    | 1854          |
| Kachar    | 1830          |
| Kangra    | 1846          |
| Kannanur  | 1819          |
| Kittur    | 1824          |
| Kodagu    | 1834          |
| Kozhikode | 1806          |
| Kullu     | 1846          |
| Kurnool   | 1839          |
| Kutlehar  | 1825          |
| Makrai    | 1890          |
| Nagpur    | 1854          |
| Nargund   | 1858          |
| Panjab    | 1849          |
| Ramgarh   | 1858          |
| Sambalpur | 1849          |
| Satara    | 1848          |
| Surat     | 1842          |
| Siba      | 1849          |
| Thanjavur | 1855          |
| Tulsipur  | 1854          |
| Udaipur   | 1854          |